# Gwiazda 1914
Gwiazda 1914, potocznie Gwiazda Mons (ang. 1914 Star lub Mons Star) – brytyjska gwiazda ustanowiona w kwietniu 1917, przyznawany za udział w I wojnie światowej, w walkach na terenie Francji lub Belgii.

## Zasady nadawania
Gwiazdą nagradzani byli ci, którzy brali udział w walkach we Francji albo Belgii, lub służyli w jednym z tych państw między 5 sierpnia 1914 a północą z 22/23 listopada 1914. Była wydawana imiennie, ze szczegółami nagrodzonego umieszczonymi na rewersie gwiazdy. Wszyscy odbiorcy tej gwiazdy otrzymywali również British War Medal i Victory Medal.
W październiku 1919 król Jerzy V usankcjonował klamrę z napisem 5 Aug to 22 Nov 1914. Nagradzani nią byli wszyscy, którzy w powyższym okresie byli „bezpośrednio pod ogniem nieprzyjaciela” w jednym z tych krajów.
Personel Królewskiej Marynarki również był nagradzany, z wyjątkiem małej liczby tych, którzy służyli w Antwerpii przed północą z 22/23 listopada 1914.

## Opis
Brązowa, lakierowana, czteroramienna gwiazda o wym. 50 × 44 mm (oraz wysoka na 12 mm korona u górnego końca, a więc wysokość gwiazdy wraz z koroną to 62 mm).
Awers: na górnym ramieniu gwiazdy królewska korona, w środku skrzyżowane szpady otoczone wieńcem z liści dębu i inskrypcja Aug-Nov 1914.
Rewers: informacje o numerze, randze (stopniu) i nazwie jednostki nagrodzonego.
Ogólna suma nadanych gwiazd to 378 000 ale liczba gwiazd wydanych z klamrami jest nieznana.